# Burn it Blue
«Burn It Blue» es una canción interpretada por Caetano Veloso y Lila Downs para la película Frida, dirigida por Julie Taymor y protagonizada por Salma Hayek. Fue lanzada el 22 de octubre de 2002 como sencillo  promocional de la banda sonora. La canción fue escrita en conjunto por Elliot Goldenthal (música) y Julie Taymor (texto), y fue producida por Goldenthal. 

## Composición
Con este tema inician los créditos al término de la película. Goldenthal se inspiró en el sufrimiento de Frida a lo largo de la cinta, pero especialmente en la escena anterior de la cama incendiada ya que refleja tanto la cremación ceremonial de Frida Kahlo como el romance que siempre ha existido entre ella y Diego Rivera. Esto hace que Burn It Blue sea una canción de luto para Frida. Esta pieza es una canción bilingüe, Veloso interpreta la parte en inglés y Downs las estrofas en español y coro en inglés. 
Burn It Blue fue nominada para el Oscar en la categoría de mejor canción original, pero perdió ante Lose Yourself de la película 8 Mile.  También fue nominada en 2003 para el World Soundtrack Award en la categoría Mejor canción escrita para una película, pero perdió ante The Hands That Built America de la película Gangs of New York. 
- Datos: Q22661556